# 박필균
박필균(朴弼均, 1685년 1월 1일 ∼ 1760년 8월 2일)은 조선시대 후기의 문신, 정치인으로 영조의 탕평책에 반대하여 노론의 맹작으로 활동하였다. 초명은 필현(弼賢), 자는 정보(正甫), 시호는 장간(章簡)이다. 본관은 반남(潘南)이다. 여호 박필주의 사촌형제이며, 소론의 영수 박세채의 재종손이다.
1725년(영조 1년) 문과에 급제하여 예문관봉교가 되고 삼사의 여러 관직을 거쳐 1736년 이후 세자시강원사서, 시강원 문학, 보덕 등을 지내면서 어린 사도세자의 사부가 되어 보도하였다. 1740년 동부승지, 좌승지, 도승지가 되었다. 이후 의금부동지사, 경기도관찰사, 사간원대사간, 춘천부사를 거쳐 1748년 예조참판, 1750년 공조참판이 되었다. 이후 호조참판, 병조참판, 대사간, 돈령부동지사, 중추부동지사를 거쳐 1760년 돈령부지사 겸 의금부지사 오위도총부 도총관 승문원제조에 이르렀다.
그는 당색으로는 노론으로 탕평책에 반발하여 노론의 맹장으로 활동하였지만 소론을 공격하는데는 주저하였고, 재물과는 거리를 두었다. 노론북학파의 영수 연암 박지원은 그의 손자였고, 북학파이자 개화파의 시조인 박규수는 그의 4대손이다. 재종조부인 현석 박세채의 문이이기도 하다.

## 생애

### 생애 초반

#### 출생과 가계 배경
박필균은 1685년(숙종 11) 1월 1일 박동량의 후손이자 박미(朴瀰)의 증손으로, 할아버지는 첨정으로 증 이조판서 금흥군(錦興君)에 추증된 박세교(朴世橋)이고, 증 이조판서에 추증된 박태길(朴泰吉)과 진사 윤선적(尹宣績)의 딸인 칠원 윤씨(漆原尹氏)의 아들로 태어났다. 처음 이름은 필현(弼賢)이고 자는 정보(正甫)인데 뒤에 필균으로 고쳤다. 연암 박지원(朴趾源)은 그의 손자이고, 환재 박규수는 그의 4대손이다.
고조부 박동량은 의정부우참찬에 이르렀으며 공훈을 세워 금계군(錦溪君)에 봉해지고 사후 증 의정부영의정에 추증되었으며, 증조부 박미는 선조(宣祖)의 다섯째 서녀 정안옹주(貞安翁主)의 부군이 되어 금양위(錦陽尉)에 봉해졌다.
어려서부터 할아버지 박세교의 사촌인 재종조부 현석 박세채(朴世采)에게서 학문을 배웠다. 재종조부이자 스승인 현석 박세채는 김집과 청음 김상헌의 문인으로 그들을 통해 이이와 성혼의 학통을 계승했다. 권상하의 문하생 중 수제자 8인인 강문 8학사의 한 사람인 박태만(朴泰萬)은 그의 숙부였다. 저명한 당대의 노론학자인 여호 박필주는 그의 사촌 형으로 박필균의 아들 사근(師近)을 아들이 없던 박필주에게 양자로 주었다. 또한 소론의 정객으로 사변론의 저자인 박세당도 그의 할아버지뻘 되는 그의 일족이었다. 효종의 부마인 박필성(朴弼成)은 그의 친척 형님뻘이었다.

#### 소년 시절
5세 때 아버지 박태길이 죽고, 숙부 박태만(朴泰萬)도 곧이어 졸하였으므로 그는 사촌형인 금녕군(錦寧君) 박필하(朴弼夏)에게 양육을 받았는데, 박필하의 아들이자 5촌 조카인 박사익(朴師益)과 박사정(朴師正) 형제가 그보다 나이가 많았다. 또한 후일의 영조의 부마 박명원은 박사정의 아들이었다.
희빈 장씨의 사사를 반대한 소론 남구만(南九萬)과 유상운(柳尙運)을 규탄하면서도, 유상운이 고조부 박동량의 외손이라 그들을 직접 공격하지 않고 회피하였다. 사촌형 여호 박필주 등은 그의 총명함을 알아보고 여러번 과거에 응시할 것을 부탁했지만 거절했다.
경종대에 득세한 소론을 피하여 관직의 뜻을 버리고 경기도 통진(通津)에 은거하다가 사촌형 박필주의 거듭된 권고로 1725년(영조 1년) 정시문과에 병과로 급제, 예문관 봉교가 되고 겸세자시강원설서(說書)에 제수되었다. 이후 예문관 검열(藝文館檢閱)이 되었다가 대교(待敎)가 되었다. 1728년 이인좌의 난 때 그의 친족인 박필현, 박필몽 등이 연루되었는데, 이때 그는 자기 이름을 필현에서 필균으로 고쳤다.

### 관료 생활

#### 관료 생활 초반
1729년 춘추관기주관으로 경종실록을 적상산 사고(赤裳山史庫)에 저장하는 임무를 맡고 되돌아와 예문관봉교가 되고, 후임자를 천거할 때는 김약로를 반대하고 신만(申晩)과 윤급(尹汲)을 추천하여 김약로 등과 척을 지게 되었다. 이후 삼사의 여러 관직을 역임하고 1730년 사간원정언이 되어서는 소론을 공격하고 양조(兩朝)의 변무(辨誣)와 김창집(金昌集), 이이명(李頤命) 등의 억울함을 들어 신원을 촉구하는 소를 올렸다가 사당(私黨)을 옹호한다는 비난을 받고 파직당하였다. 그러나 다른 대간들의 비호에 힘입어 이듬해 다시 정언에 복관되었다. 이후에도 노론의 맹장으로 활동하였다.
그는 연잉군 시절 그를 추대하려다가 죽은 노론 4대신의 복권을 여러번 상주하여 영조의 진노를 사기도 했다. 그러나 서인이 노론과 소론으로 갈라졌을 때 소론의 당원이 된 친척들도 많았기에 소론을 공격하는데는 주저하였다. 또한 그의 재종조부이자 그의 스승인 박세채는 소론의 당수를 지냈던 인물이었다.

#### 사도세자의 사부
그뒤 삼사의 여러 관직을 역임하고 1732년 용인 현령(龍仁縣令)으로 나갔다. 1733년 홍문관부수찬(弘文館副修撰), 홍문관교리, 사헌부지평(司憲府持平) 등을 거쳐, 이듬해에는 지평·교리·수찬·정언 등을 여러 차례 역임하였다.
1736년 이후 세자시강원사서(司書), 겸사서(兼司書), 시강원 문학(文學), 보덕(輔德)을 지내면서 어린 사도세자의 사부가 되어 보필하였다. 동시에 학교수(學敎授 사학(四學)의 교수)를 겸하다가 이후 별겸춘추(別兼春秋), 훈련도감 낭청, 사복시정(司僕寺正) 등을 지냈다.
1740년 홍문관부응교(副應敎)에 제수되고 그해 6월에 효종의 존호(尊號)를 가상(加上)할 때 축문을 읽는 제관 중 우두머리인 대축(大祝)의 직임을 맡은 노고로 통정대부(通政大夫)에 가자(加資)되고 승정원동부승지를 제수받았다.

#### 정치 활동
1740년 8월에 영조에게 존호를 올릴 때 예방승지를 거쳐, 가선대부(嘉善大夫)에 가자되고 좌승지를 거쳐 도승지에 올랐다. 그해 9월에 한성부 우윤(漢城府右尹)에 제수되고, 10월에 형조 참판에 제수되었다가 병조 참판으로 옮겼다. 이듬해 동지의금(同知義禁)을 거쳐 8월에는 경기도관찰사로 나갔다가 사간원대사간이 되었다. 이후 한성부좌윤을 거쳐 호조참판을 지냈다.
한편 인척간인 홍계희(洪啓禧)가 자신의 사람을 부제학자리로 앉히려는데 반대하여 홍계희와 척을 지기도 했다.
1744년 사헌부 대사헌이 되었다가 1746년 9월 소론 재상 유봉휘, 조태구 등의 관작을 추탈(追奪)하게 되자 그해 겨울에 자처하여 외직으로 나가 춘천부사(春川府使)가 되었다.

### 생애 후반

#### 노론의 맹장
1748년 예조참판, 1750년 공조참판을 역임했다. 그뒤 호조·병조참판을 역임한 뒤 1754년 대사간으로 재직시 사도세자의 서연(書筵)을 중지한 잘못과 조정의 언로폐쇄, 과거제의 문란 및 백관들의 기강의 해이함을 진계(陳戒)하는 소를 올려 인정을 받았다. 한편 노론에서 당론으로 사도세자를 공격하기로 결정했을 때, 그는 세자의 사부였으므로 홍인한, 홍계희와는 달리 한발 물러서서 세자의 비행 지적을 회피하였다.
그는 영조 연간에 정계에서 탕평책에 비판적인 노론의 맹장으로 활동했다. 또한 탕평파의 지도자인 조현명을 공격하여 논란을 일으키기도 했다. 효종의 부마인 박필성(朴弼成)의 친척이며 영조의 서녀 화평옹주(和平翁主)의 남편인 금양위 박명원(朴明源)의 종조(從祖)였으며, 그 자신도 영조의 깊은 신임을 받았지만 척신이 발호한다는 혐의를 피하고자 청요직이 부여되면 여러번 사양하였으며, 청렴한 생활을 하여 집안에 재물을 두지 않았다. 한편 왕가의 사위로 알려진 이들의 집에는 발길도 하지 않아 박명원은 '우리 선대(先代)에서도 왕가(王家)와 혼인이 있었는데, 지금 어찌하여 나를 이렇게도 소원하게 대하여 마치 몸이 더럽혀질 듯이 여긴단 말인가. 유독 우리 선친께서 소싯적에 그 고아 신세를 비호해 준 일은 생각지도 않는가'하며 그를 원망했다고도 한다.

#### 최후
또한 사사로운 선물 조차도 거절하고 되돌려보내 노론내 정적들이나 소론, 남인들에게 공격의 빌미를 주지 않았다. 또한 사도세자를 공격하는 것 역시 기피하여 후일 노론내 다른 인사들이 정조 즉위 후 숙청당하거나 추탈되었을 때 그의 자손들만은 무사하였다. 한편 그의 아들들은 여러번 과거에 낙방한 탓에 아무런 직책이 없었으므로, 그가 늦게까지 실질적인 가장으로서 가사를 이끌어갔다.
1758년에 동지돈녕부사, 동지중추부사가 되고 그해 다시 동지돈녕부사가 되어 영조의 특명으로 기로소(耆老所)에 들어갔다. 지중추부사를 거쳐 1760년(영조 36년) 지돈녕부사가 되고 지의금부사와 오위도총부도총관 승문원제조를 겸임하였다. 그해 8월 2일 지돈녕부사로 재직 중 타계하였다. 벼슬에 있을 때 청백리로 알려져 깨끗한 선비라는 평을 받았다. 그가 죽었을 때는 장례지낼 형편이 안되었다 한다.

### 사후
그해 10월 7일 경기도 광주군 초월면(草月面) 학현(鶴峴) 묘좌(卯坐)에 안장되었다. 시호는 장간(章簡)이다. 1803년 경기도 양주군 별비면(別斐面) 성곡(星谷) 술좌(戌坐)에 이장하였다.

## 가족 관계
- 조부 : 박동량
- 조모 : 민선(閔善)의 딸 - 여흥 민씨, 이몽량(李夢亮)의 외손녀, 이항복(李恒福)의 질녀
  - 증조부 : 금양위 박미(錦陽尉 朴瀰)
  - 증조모 : 정안옹주(貞安翁主) - 선조의 서녀
    - 조부 : 박세교(朴世橋)
    - 조모 : 종친부전부 이석기(宗親府典簿 李碩基, 1598∼1653)의 딸 전의 이씨(全義 李氏)
      - 아버지 : 박태길(朴泰吉)
      - 어머니 : 칠원 윤씨
        - 형님 : 박필린(朴弼鄰)
        - 누나 : 반남박씨
        - 매형 : 이사주(李師周)
        - 누나 : 반남박씨
        - 매형 : 김서린(金瑞麟)
        - 장인 : 이응(李膺)
        - 부인 : 여주이씨(? - 1761년)
          - 장남 : 박사헌(朴師憲)
          - 차남 : 박사근(朴師近), 당숙인 여호 박필주의 양자로 갔다.
            - 손자 : 박진원(朴進源)
            - 손자 : 박수원(朴綏源)
            - 손녀 : 반남박씨
            - 손서 : 황형(黃馨)

          - 장녀 : 반남박씨
          - 사위 : 어용림(魚用霖)
          - 삼남 : 박사유(朴師愈, 1703년 - 1767년 6월)
          - 자부 : 함평이씨(咸平李氏, 1700년 - 1759년 10월), 이창원(李昌遠)의 딸
            - 손자 : 박희원(朴喜源, 1730년 - 1787년)[1]
            - 손녀 : 반남 박씨
            - 손녀 : 반남 박씨
            - 손자 : 박지원

## 평가
그는 영조의 탕평책을 반대한 노론의 맹장이었지만, 당론에 휩쓸리지 않았고 소론 공격에는 다소 조심스러운 태도를 보였다. 큰 치적을 세운 바는 없다고 평가되지만 그는 벼슬에 있을 때 청백리로 알려져 깨끗한 선비라는 평을 받았다.

## 기타
손자 박지원에 의하면 '30년이 되도록 전답이나 자산이 없었고 임종 시 가진 재산은 백금(百金 100냥)도 되지 않았으며, 성 아래 있는 허름한 집이 값으로 치면 돈 30냥에 불과했지만 이사하지 않고 죽을 때까지 거처를 바꾸지 않았다'고 한다. 가산이 부족하여 하인들도 없이 오직 늙은 종 하나를 두었는데 거친 밥이나마 배를 채우지 못했음에도 죽는 날까지 주인을 원망하는 기색이 없었다 한다.

## 참조
1. ↑   《고추장 작은 단지를 보내니》박지원 지음, 박희병 옮김, (돌베게, 2006) 16쪽.

## 같이 보기
| - 박지원 - 박필주 - 김상로 - 문성국 - 김양로 - 홍계희 - 홍인한 - 홍봉한 - 나경언 - 윤급 - 박세당 - 박규수 - 송시열 | - 박세채 - 박명원 - 박미 - 박태만 - 정안옹주 - 화평옹주 - 화협옹주 - 사도세자 - 권상하 - 조현명 - 홍국영 - 김종수 - 채제공 |